# João Firmino Teixeira
João Firmino Teixeira (Mirandela, Barcel, 16 de Setembro de 1801 - Mirandela, Abreiro, 18 de Julho de 1884), 1.º Barão de Barcel, foi um militar português.

## Família
Filho de José Manuel Pires, Alferes de Ordenanças, e de sua mulher Ana Teixeira.

## Biografia
Assentou praça no Regimento de Milícias de Vila Real a 1 de Abril de 1818, vindo a ser desligado do serviço em 1828. Foi submetido a Conselho de Guerra em 1831, por ter cometido excesso de licença, mas foi absolvido. Combateu nas fileiras do Exército de D. Miguel I de Portugal durante a Guerra Civil Portuguesa, regressando à vida privada depois da Convenção de Evoramonte.
O título de 1.º Barão de Barcel foi-lhe concedido, em uma vida, por Decreto de D. Luís I de Portugal de 4 de Setembro de 1879.

## Casamento e descendência
Casou a 30 de Junho de 1823 com Joana Angélica de Almada e Meneses Guerra, filha de António Gomes Guerra e de sua mulher Ana do Adro, com geração, pelo menos: 
- Maria Augusta Teixeira de Almada e Meneses Guerra (13 de Julho de 1821 - ?), casada com José Maria de Mendonça Machado de Araújo, Senhor da Casa da Amiosa, Fidalgo Cavaleiro da Casa Real, Capitão de Cavalaria, Ajudante-de-Campo do General Álvaro Xavier da Fonseca Coutinho e Póvoas, com geração[2]
- João Ernesto Teixeira de Almada e Meneses Guerra, filho secundogénito e único varão, Representante do Título de Barão de Barcel, casado com Sancha Augusta de Almeida Pimentel, 1.ª Viscondessa de Barcel, título que lhe foi concedido, sendo viúva, por Decreto de D. Carlos I de Portugal de 7 de Dezembro de 1904, com geração[1]